# Nicella laxa
Nicella laxa är en korallart som beskrevs av Thomas Whitelegge 1897. Nicella laxa ingår i släktet Nicella, och familjen Ellisellidae. Inga underarter finns listade.